# 西延高速铁路
西延高速铁路是中國八纵八横包（银）海通道和陕西“米”字型高铁网的重要组成部分，线路全长299.8公里，总投资600亿元，设计时速350公里，建设工期4.5年，预计2025年建成通车，届时西安至延安仅需50分钟。

## 概况
2016年7月13日，国家发展改革委员会、交通部、中国铁路总公司联合印发了《中长期铁路网规划》，西延高铁作为“八纵八横” 高速铁路主通道包（银）海通道的重要组成纳入国家规划。
2016年12月21日，西延高铁在铜川举行建设动员大会。此后因规划线路走向问题停工。
2018年1月，西延高铁可行性研究报告评估会原则通过了西延高铁可研报告，计划取消洛川、甘泉、宜君三站。5月，初步确定西延高铁按原计划设站，保留甘泉、洛川、宜君三站。
2020年1月9日，西延高铁重点控制性工程新延安隧道开工，西延高铁正式进入施工阶段。
因初设线路在富平区段确定的合设富平阎良站距离富平、阎良城区均较远，线路布局与当前富平县城向东南发展的规划不契合，站点选址对其东北部人口密集区居民出行造成一定影响。西延高铁对富平区段进行了线路调整和优化设计。2020年5月，西延高铁西安至铜川调整段优化设计完成，调整后拟新设栎阳站和富平南站，取消原高陵和富平阎良站。并于同年8月和9月，分别公布了变更路线后西延高铁环境影响评价第一次和第二次公示。
2021年4月25日，铜川至延安段正式开工建设。
2022年4月16日，西延高铁首孔箱梁顺利完成浇筑，标志着西延高铁桥梁工程正式进入上部结构施工阶段。8月，国铁集团联合陕西省政府批复了西延高铁西安至铜川段线路的走向，线路总长93.4公里，较可研批复增加12.7公里，设西安东站、高陵站、富平南站、铜川站，同步实施栎阳线路所，恢复原高陵站，栎阳仅设线路所。11月11日，西延高铁首座跨高速公路百米连续梁顺利合龙。11月，西安至铜川段初步设计获批11月30日，西安至铜川段开工建设。
2023年5月3日，西延高铁首孔箱梁成功架设。5月10日，柳湾村一号隧道顺利贯通。8月6日，柳燕隧道顺利贯通。10月16日，西延高铁跨既有铁路线首座转体连续梁，东红北洛河特大桥成功实现双墩精准转体。11月15日，王家河特大桥主桥合龙。